# Aristóbulo (cunhado de Herodes)
Aristóbulo (53 a.C. — 36 a.C.) foi sumo sacerdote de Israel aos 17 anos, colocado por seu cunhado Herodes, o Grande, que o assassinou logo depois.
Aristóbulo era irmão de Mariane, neta de Hircano II e esposa de Herodes, o Grande.
Herodes já havia assassinado o sumo sacerdote Hircano II, porque Hircano era mais indicado para ser rei dos judeus do que Herodes.
Aristóbulo tinha 17 anos quando Herodes o nomeou sumo sacerdote de Israel, mas quando Aristóbulo apresentou-se no festival com as vestes sacerdotais, a multidão chorou; Herodes o enviou a Jericó e ele foi assassinado, afogado em uma piscina.